# کپلر۴۵۲
کِپْلِر۴۵۲ (به انگلیسی: Kepler-452) یک ستارهٔ کلاس G واقع حدود ۱٬۴۰۲ سال نوری از خورشید در صورت فلکی ماکیان است. با آنکه این ستاره مشابهٔ خورشید است، اما نور آن ۲۰ درصد روشن‌تر است و ۳٫۷ درصد سنگین‌تر، ۱۱ درصد بزرگتر است. این ستاره ۱٫۵ میلیارد سال پیرتر از خورشید است و سنی نزدیک به شش میلیارد (۶٬۰۰۰ میلیون) سال دارد. این ستاره همچنین دارای فلزینگی بالایی است. با این ویژگی‌ها کپلر۴۵۲ را می‌توان ستاره‌ای خورشیدسان یا حتی خواهر دوقولوی خورشید به حساب آورد؛ هرچند که به دلیل تفاوت سنی به همان خورشیدسان بودن این ستاره اکتفا کرد.
سیارهٔ کپلر۴۵۲بی، در حال چرخش در مدارِ سکونت‌پذیرِ این ستاره است که در ماه ژوئیهٔ ۲۰۱۵ توسط تلسکوپ فضایی کپلر کشف شد.